# Кампобело ди Ликата
Кампобело ди Ликата (итал. Campobello di Licata) је насеље у Италији у округу Агриђенто, региону Сицилија.
Према процени из 2011. у насељу је живело 10047 становника. Насеље се налази на надморској висини од 323 м.

## Становништво
| 1931.  | 1936.  | 1951.  | 1961.  | 1971.  | 1981.  | 1991.  | 2001.  | 2011.  |
| ------ | ------ | ------ | ------ | ------ | ------ | ------ | ------ | ------ |
| 12.676 | 11.541 | 12.595 | 11.733 | 10.793 | 11.396 | 12.275 | 11.075 | 10.438 |